# Schlacht von Rotterdam
Schlacht um die Niederlande

Maastricht – Mill – Den Haag – Rotterdam – Zeeland – Grebbeberg – Afsluitdijk – Bombardierung von Rotterdam
Invasion von Luxemburg

Schusterlinie
Schlacht um Belgien

Fort Eben-Emael – K-W-Linie – Dyle-Plan – Hannut – Gembloux – Lys
Schlacht um Frankreich

Ardennen – Sedan – Maginot-Linie – Weygand-Linie – Arras – Boulogne – Calais – Dünkirchen (Dynamo – Wormhout) – Abbeville – Lille – Paula – Fall Rot – Aisne – Westalpen – Cycle – Saumur – Lagarde – Aerial – Fall Braun
Die Schlacht von Rotterdam war zu Beginn des Westfeldzugs der deutschen Wehrmacht im Zweiten Weltkrieg im Rahmen der Schlacht um die Niederlande vom 10. bis zum 14. Mai 1940 der Versuch, die wichtige Hafenstadt und ihre bedeutenden Verkehrsverbindungen einzunehmen. Erst nach einem verheerenden Bombenangriff (→ Bombardierung von Rotterdam) mussten sich die Verteidiger am 14. Mai geschlagen geben.

## Ausgangslage
Rotterdam verfügte über keine ausgebauten Verteidigungsanlagen und spielte in strategischen Überlegungen für die Verteidigung der Niederlande keine Rolle. Die Stadt lag relativ weit von der sogenannten Festung Holland entfernt und nicht direkt an der Küste. In Rotterdam stationierte Truppen gehörten vor allem Ausbildungseinrichtungen an. Ein modernes Artilleriebataillon mit zwölf 105-mm-Geschützen lag im Stadtteil Hillegersberg. Der Feuerbereich der Einheit betrug 16.000 m und umfasste somit nicht nur die gesamte Stadt, sondern auch das nahe Umland.
Stadtkommandant war ein Pionieroffizier, Oberst P. W. Scharroo. Die Garnison bestand aus rund 7000 Mann; nur 1000 davon waren für Kampfeinsätze gerüstet (450 Mann Marineinfanterie, 3 Kompanien sogenannter Garnisonsinfanteriebataillon). Am Flusslauf Nieuwe Maas standen sieben Züge leichte Flak; sie verfügten über schwere Maschinengewehre und 20-mm-Oerlikon-Kanonen. Eine schwere Flak-Batterie befand sich nördlich der Nieuwe Maas. Zwei weitere schwere Flak-Batterien, in vier leichte Züge Flak untergliedert, lagen im Hafengebiet Waalhaven. Das Waalhaven-Flugfeld war Heimatstandort des „3. Java“-Geschwaders der niederländischen Luftstreitkräfte (Koninklijke Luchtmacht). Dieses verfügte über Fokker-G.I-Jagdflugzeuge. (Am 10. Mai 1940 standen dem Geschwader elf Maschinen in voller Einsatzbereitschaft zur Verfügung. Während des Luftangriffs auf das Flugfeld am 10. Mai konnten neun der elf Maschinen starten, die anfliegenden Luftwaffenverbände angreifen und 167 Junkers Ju-52 abschießen.)
Der ursprüngliche deutsche Plan sah vor, dass ein Einsatzkommando Fallschirmjäger nach seiner Landung in Waalhaven von dort aus die Stadt angreifen und die Brücken über die Nieuwe Maas nehmen sollte, wobei es den Vorteil der Überraschung zu nutzen galt. Die Erfolgschancen der Einsatzgruppe wurde jedoch als zu niedrig eingeschätzt und der Plan verworfen. Als neuen Plan sah man die Landung von zwölf speziell angepasste Wasserflugzeugen Heinkel He 59D auf der Nieuwe Maas vor. Sie sollten mit zwei Zügen der 11. Kompanie des 16. Luftlande-Regiments und vier Pionierkompanien anfliegen. Diese 90 Mann sollten die Brücken besetzen. Die Landung war beim Feyenoord-Stadion geplant. Nach der Besetzung der Brücken sollten Einheiten aus Waalhaven mit zusätzlich unterstützenden Waffen entsandt werden.

## Die Schlacht

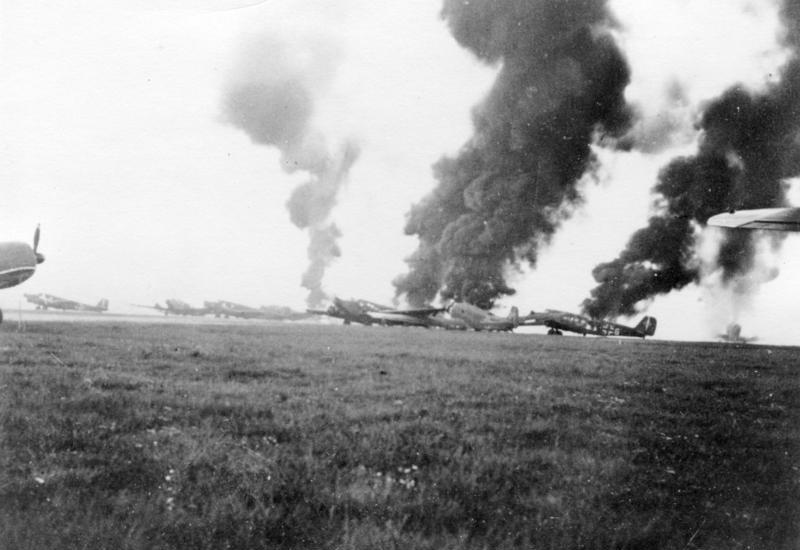
Junkers-Ju-52-Transportflugzeug brennt bei Rotterdam

### 10. Mai

Militärische Lage im Raum Rotterdam am 10. Mai 1940

Um 04:50 Uhr landeten die Wasserflugzeuge planmäßig auf der Nieuwe Maas. Mit ausgesetzten Schlauchbooten arbeiteten sich rund 80 Deutsche an beiden Ufern des Flusslaufs vor und besetzten rasch die Brücken. Sie stießen lediglich auf den Widerstand einiger niederländischer Polizisten.
Oberstleutnant Dietrich von Choltitz, Kommandeur des III. Bataillons des Infanterie-Regiments 16, begann nach der Landung seiner Truppen auf dem Flugfeld in Waalhaven damit, die Einsatzbefehle umzusetzen. Er schickte Verstärkungen an die Brücken. Die Niederländer hatten im Süden der Stadt für die zahlreiche Präsenz eigener Kräfte gesorgt; die Kampfqualität fiel jedoch deutlich gegenüber erprobten Verbänden ab: Eine Einheit war aus Schlachtern und Bäckern gebildet worden, die von einigen Infanteristen geführt wurden und Verstärkung in Schützen fanden, die sich vom Flugfeld zurückgezogen hatten. Die Niederländer verbargen sich in Häusern, die am Weg zu den Brücken lagen. Dort wurden sie von den Deutschen in für beide Seiten verlustreichen Kämpfen aufgerollt. Mit weiterer Unterstützung durch Pak-Geschütze gelang den Deutschen der rasche Vormarsch zur Verstärkung des die Brücken haltenden Kommandos.
Inzwischen war der Stab des III. Bataillons des Infanterie-Regiments 16 auf niederländische Einheiten gestoßen. Oberstleutnant von Choltitz Adjutant führte einen Angriff auf die gegnerische Stellung, wurde dabei aber tödlich verwundet. Als die Deutschen nach einem anderen Weg zu den Brücken suchten, um die holländische Festung zu umgehen, gelang es ihnen, vorgeschobenen Truppen entlang der Quais zu folgen. Gegen 09:00 Uhr hatte das Gros des III. Bataillons Kontakt mit den Verteidigern der Brücken hergestellt.
Die niederländische Kompanie im Süden der Stadt konnte sich bis in den Nachmittag des 10. Mai behaupten. Sie wurde dann von der neu gelandeten 10. Kompanie des Infanterie-Regiments 16 angegriffen, unterstützt durch Mörser. Die Niederländer kapitulierten, als ihnen die Munition ausging.
Die niederländischen Truppen im Norden der Stadt wurden durch das Dröhnen der Flugzeuge über der Stadt alarmiert. Das Hauptquartier der Garnison war vorübergehend nur mit einem Hauptmann besetzt, der die Truppen antreten ließ und die Verteilung der Munition koordinierte. Kleine Trupps wurden zu den Brücken, den drei Bahnhöfen in der Nähe und den Gebieten rund um die Nieuwe Maas geschickt, wo Landungen gemeldet worden waren. Die Deutschen bemerkten die Aktivität auf der niederländischen Seite und die ersten Kontakte mit den Niederländern zwangen sie, ihre Kräfte um die Brücken zu konsolidieren.
Die ersten niederländischen Gegenmaßnahmen wurden von einer kleinen Truppe niederländischer Marinesoldaten und einer unvollständigen Pionierkompanie der Armee durchgeführt. Die Niederländer bezogen Stellung um das kleine deutsche Nest nördlich der Brücken und begannen, an zahlreichen taktisch wichtigen Punkten Maschinengewehre aufzustellen. Bald waren die ersten ernsthaften Feuergefechte zwischen den Angreifern und regulären niederländischen Armeeeinheiten zu sehen und zu hören. Allmählich wurden die Deutschen in den engen Umkreis um die Verkehrsbrücke zurückgedrängt. Beide Seiten erlitten erhebliche Verluste.
Nach und nach drängten die Niederländer die deutschen Truppen am Brückenkopf in eine schnell zusammenschrumpfende Stellung. Viele Zivilisten beobachteten die Schlacht. Im Laufe des Vormittags setzte die niederländische Marine zwei kleine Marineschiffe ein – ein kleines, veraltetes Kanonenboot und ein Motor-Torpedoboot –, um die Verteidiger an den Brücken zu unterstützen. Zweimal griff das Kanonenboot die Deutschen an der Verkehrsbrücke auf der Nordseite des Noordereiland (einer Insel im Fluss) an, das zweite Mal in Begleitung des Motortorpedobootes. Etwa 75 Granaten des Kalibers 75 mm wurden auf die Angreifer abgefeuert, jedoch mit geringer Wirkung. Beim zweiten Versuch warf die Luftwaffe eine Reihe von Bomben auf die Marineschiffe ab, die das Motor-Torpedoboot erheblich beschädigten. Beide Schiffe zogen sich nach dem Bombenangriff zurück. Sie hatten drei Gefallene zu beklagen.
In der Zwischenzeit waren die Deutschen mit einigen 3,7-cm-PaK und einigen Infanteriegeschützen verstärkt worden. Sie bemannten die Häuser entlang der Nordseite der Insel mit schweren Maschinengewehren und platzierten Granatwerfer in der Mitte der Insel. Der andauernde Kampf um das nördliche Flussufer veranlasste die Deutschen, sich auf das große Gebäude der National Life Insurance Company am Kopf der Verkehrsbrücke zurückzuziehen. Aufgrund der schlechten Schusswinkel, welche die Niederländer auf das Gebäude hatten, konnten die Deutschen das Gebäude ohne große Schwierigkeiten halten. Die niederländischen Truppen, welche die nahegelegenen Häuser hielten, mussten sich aufgrund des präzisen und anhaltenden Granatwerferfeuers zurückziehen. Diese Pattsituation – beginnend am Nachmittag des 10. Mai – sollte bis zur Kapitulation der Niederlande am 14. Mai unverändert bleiben.
Oberst Scharroo war sich bewusst, dass seine kleine Garnison mit einem ernsthaften deutschen Angriff konfrontiert war und forderte in Den Haag erhebliche Verstärkungen an. Viele Einheiten würden geschickt werden, die alle aus den Reserven hinter der Grebbe-Linie oder von der Ostfront der Festung Holland kamen.

### 11. Mai
Mit den in der Nacht und bis in den frühen Morgen hinein eingetroffenen Verstärkungen reorganisierte Oberst Scharroo seine Verteidigungsstellungen. Er stationierte Truppen entlang des gesamten Flusses und im Westen, Norden und Osten der Stadt. Letzteres geschah, weil der Oberst Aktionen von gelandeten Deutschen gegen die Stadt aus diesen Richtungen befürchtete. Sein kleiner Stab war sehr mit den zahlreichen Berichten über Phantomlandungen und verräterische Aktionen der Zivilisten beschäftigt. Diese Aktivitäten beschäftigten den Stab so sehr, dass für den 11. Mai keine Pläne für organisierte Gegenmaßnahmen gegen den deutschen Brückenkopf erstellt wurden.
Um 04:00 Uhr wurden die Kämpfe um den Brückenkopf wieder aufgenommen. Die deutsche Speerspitze bildeten immer noch die Truppen (etwa 40 bis 50 Mann) im Gebäude der National Life Insurance Company. Diese waren durch das niederländische Vorrücken am 10. Mai vom Rest der deutschen Kräfte isoliert worden. Alle niederländischen Versuche, das Gebäude einzunehmen, scheiterten, aber auch alle deutschen Versuche, die Männer dort zu versorgen oder zu verstärken. Deutsche, die versuchten, mit Motorrädern oder Autos über die Brücke zum Gebäude zu gelangen, wurden entweder erschossen oder zurückgedrängt. Die Brücke war unüberwindlich geworden, da von beiden Seiten mit Maschinengewehren geschossen wurde.
Die niederländischen Luftstreitkräfte unterstützten die Bodentruppen. Niederländische Bomber begannen mit dem Abwurf von Bomben auf die Brücken, und obwohl sie alle verfehlten, trafen verirrte Bomben deutsche Stellungen in der Nähe der Brücke und zerstörten eine Reihe von Maschinengewehrnestern.
Die Deutschen benutzten das Holland-America-Line-Schiff SS Statendam und stellten an Deck einige ihrer Maschinengewehre auf. Diese Stellungen erregten die holländische Aufmerksamkeit; schon bald wurde Granatwerfer- und Maschinengewehrfeuer auf die deutschen MG-Nester auf dem Schiff und die angrenzenden Anlagen eröffnet. Es brachen Brände aus und auch das Schiff selbst fing Feuer. Die Deutschen evakuierten daraufhin das Schiff, das bis weit nach der Kapitulation am 14. Mai weiter brannte.

### 12. Mai
Am 12. Mai gingen die Kämpfe dort weiter, wo sie am Vortag geendet hatten. Obwohl die Niederländer die Kontrolle über die Stadt nicht zurückgewannen, mussten die Deutschen ständige Angriffe auf ihre Stellungen hinnehmen. Die Verluste häuften sich auf beiden Seiten und das deutsche Kommando machte sich zunehmend Sorgen über den Zustand seiner 500 Mann im Herzen von Rotterdam. Oberstleutnant von Choltitz erhielt von Generalleutnant Kurt Student die Erlaubnis, seine Männer aus der nördlichen Stellung zurückzuziehen, wenn er der Meinung war, dass die operative Situation dies erforderte.
Nordwestlich von Rotterdam, beim Dorf Overschie, versammelten sich Kräfte, die an den Luftlandungen bei Ockenburg und Ypenburg beteiligt gewesen waren. General Graf von Sponeck hatte den Rest seiner Truppen von Ockenburg nach Overschie verlegt und bekämpfte niederländische Truppen in diesem Gebiet. Im Dorf Wateringen stießen die Deutschen auf einen Wachtrupp eines niederländischen Gefechtsstands und als zwei Panzerwagen erschienen, um die holländischen Verteidiger zu unterstützen, zogen sich die Deutschen zurück und machten einen Umweg. Dem Großteil von von Sponecks Gruppe gelang es, das Dorf Overschie zu erreichen, wo sie sich mit deutschen Überlebenden der Ypenburg-Schlacht trafen.

### 13. Mai

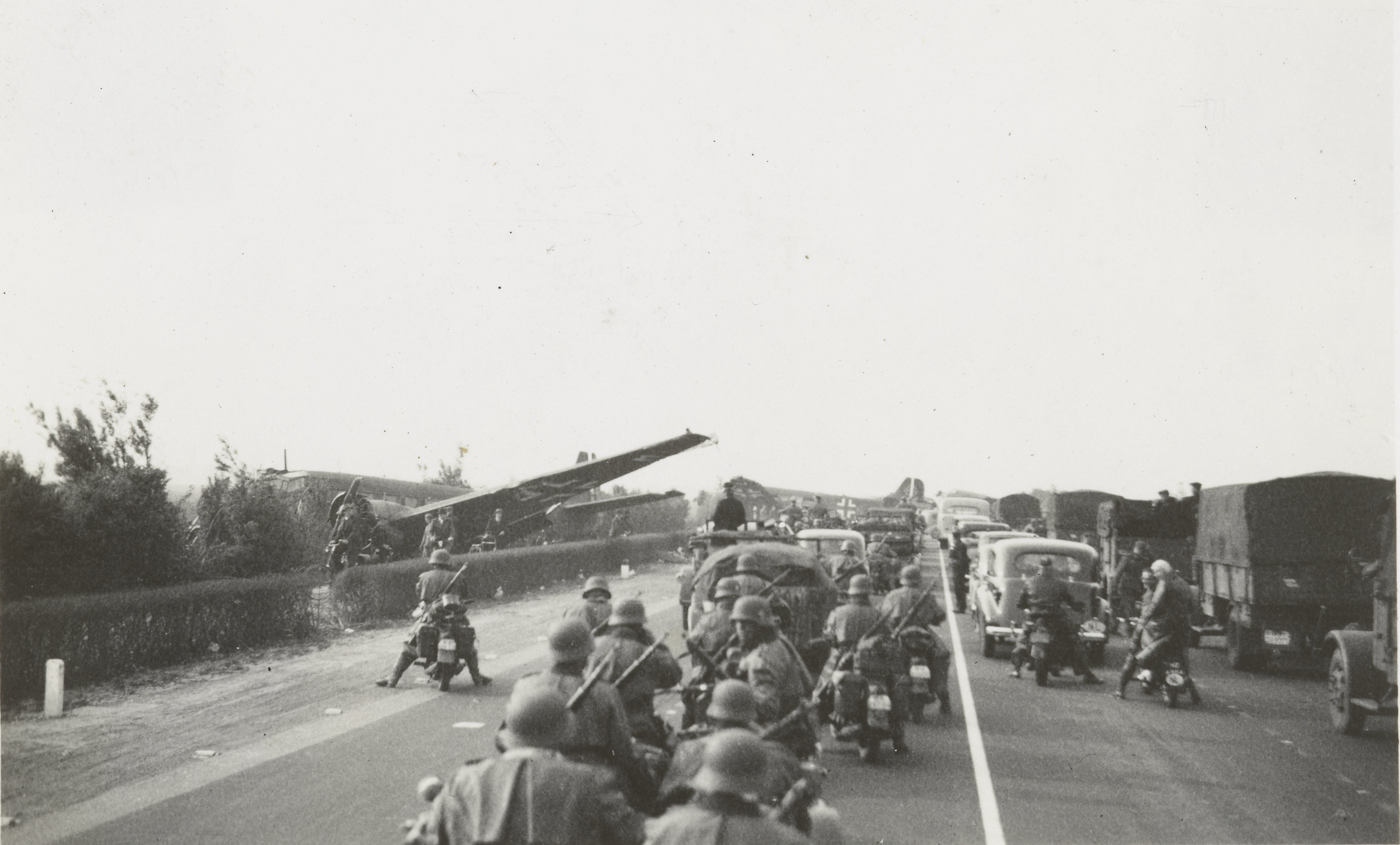
Einheiten der Wehrmacht marschieren; links eine abgeschossene Ju 52 bei Rotterdam

Am Abend des 12. Mai hatte Oberst Scharroo vom Generalhauptquartier den Befehl erhalten, alle Anstrengungen zu unternehmen, um den deutschen Widerstand an den nördlichen Zufahrten zu den Brücken zu beseitigen und die Brücken schließlich zu zerstören. Dieser Befehl war eine direkte Folge des Auftauchens der deutschen 9. Panzerdivision an den Moerdijk-Brücken, die die niederländische Verteidigung der Festung Holland bedrohte. Der Kommandeur der örtlichen Marineinfanterie – Oberst von Frijtag Drabbe – erhielt den Befehl, alle deutschen Widerstandsnester am Nordufer zu zerstören und als Nächstes den nördlichen Brückenzugang zu besetzen, um das Gebiet zu sichern und die Brücke für die Zerstörung vorzubereiten. Er bildete eine Kompanie – etwas über 100 Mann – aus seinen erfahrensten Marinesoldaten. Eine weitere Kompanie von Marine-Hilfstruppen – ebenfalls mit einer Stärke von etwa 100 Mann – wurde als Verstärkung bereitgestellt. Diese beiden Kompanien wurden von zwei Batterien 10,5-cm-Haubitzen und zwei gepanzerten Fahrzeugen unterstützt. Eine Kompanie von sechs 8-cm-Granatwerfern wurde dem Einsatzverband ebenfalls zugeordnet.
Als die Marineinfanteristen vorrückten, wurden sie bald durch heftiges deutsches Maschinengewehrfeuer von Süden her niedergehalten. Die Artillerie hatte bis zu diesem Zeitpunkt keinen einzigen Schuss abgefeuert, aber nach einem kurzen Kontakt mit dem Kommandeur des Artilleriebataillons wurden einige Salven abgefeuert. Alle Geschosse verfehlten ihr Ziel, und nachdem auch Korrekturen die Genauigkeit nicht erhöhen konnten, stellte die Artillerie das Feuer ein. In der Zwischenzeit waren die beiden Panzerwagen angekommen und versuchten, sich der Brücke zu nähern. Die Deutschen antworteten mit heftigem Panzerabwehrfeuer und legten einen der Wagen lahm. Der zweite Wagen blieb in sicherer Entfernung und war nicht in der Lage, die Deutschen im Gebäude der National Life Insurance anzugreifen. Da der Kommandant der Mörserkompanie den Oberst davon überzeugte, dass seine Mörser nicht in der Lage sein würden, effektives Feuer auf das hohe Gebäude zu legen, wurde der Angriff auf der östlichen Seite des Brückenkopfes abgebrochen.
Von Nordwesten rückte ein kompletter Zug der Marineinfanterie entlang der Nieuwe Maas vor und erreichte die nördliche Landzunge ohne jede deutsche Störung. Sie wussten jedoch nichts von der Besetzung des Versicherungsgebäudes durch die Deutschen. Als der Zug begann, die Brücke zu überqueren, eröffneten die Deutschen das Feuer von beiden Seiten. Viele Männer wurden getroffen, meist tödlich. Die Marineinfanteristen erwiderten jedoch sofort das Feuer mit ihren Karabinern und leichten Maschinengewehren. Nachdem einige weitere von ihnen gefallen waren, zog sich der Rest zurück. Einige wurden beim Rückzug getötet. Andere fanden unter der Brücke Unterschlupf, konnten aber nicht mehr weiter. Der Rest der Marineinfanteristen suchte Schutz unter der Brücke am nördlichen Ende. Sie wurden bald in ein Feuergefecht mit einer kleinen Gruppe von Deutschen verwickelt, die ebenfalls dort Schutz suchten. (Nach dem Krieg berichteten deutsche Soldaten, die im Versicherungsgebäudes gewesen waren, dass sie kurz vor der Kapitulation gestanden hatten. Sie hatten kaum noch Munition, die Hälfte war verwundet und sie waren am Rande der Erschöpfung. Aber gerade als sie sich ergeben wollten, verschwanden die Marinesoldaten.)
Der niederländischen Führung in Rotterdam war klar, dass mit der gescheiterten Aktion gegen die Brücken alle Hoffnung auf eine erfolgreiche Verteidigung des Nordufers gesetzt werden musste. Um eine solche sichere Verteidigung zu erreichen, wurde sieben Infanteriekompanien befohlen, einen Schirm entlang des Flusses zu bilden. Beide Brücken wurden mit je drei Panzerabwehrkanonen gedeckt und drei Batterien 10,5-cm-Haubitzen wurden angewiesen, Sperrfeuer auf beide Landzungen vorzubereiten.
In der Zwischenzeit waren die ersten deutschen Panzer in den südlichen Außenbezirken von Rotterdam angekommen. Der deutsche General Schmidt – Kommandeur des XXXIX. Armeekorps – war sehr zurückhaltend, einen umfassenden Panzerangriff über die Brücken auf die Nordseite zu starten. Er hatte Berichte über einen starken holländischen Widerstand und die Anwesenheit von holländischer Artillerie und Panzerabwehrkanonen erhalten. Die Verluste von Panzern auf der Insel Dordrecht und während einer versuchten Brückenüberquerung bei Barendrecht – wo allein vier Panzer von einer Panzerabwehrkanone zerstört worden waren – hatten die Deutschen so beeindruckt, dass sie überzeugt waren, dass nur ein taktisches Luftbombardement der direkten Umgebung der nördlichen Landzunge den niederländischen Widerstand brechen konnte.

Etwa zu diesem Zeitpunkt schaltete sich das deutsche Oberkommando ein. Hermann Göring wollte einen umfassenden Luftangriff auf das Stadtzentrum starten. Doch sowohl Schmidt als auch Student waren dagegen und glaubten, dass nur ein taktisches Bombardement nötig sei. General Georg von Küchler, Oberbefehlshaber über das niederländische Operationsgebiet, gab Schmidt die Anweisung, am Morgen des 14. Mai dem niederländischen Stadtkommandanten ein Ultimatum zu stellen, in dem die bedingungslose Kapitulation der Stadt gefordert werden sollte.

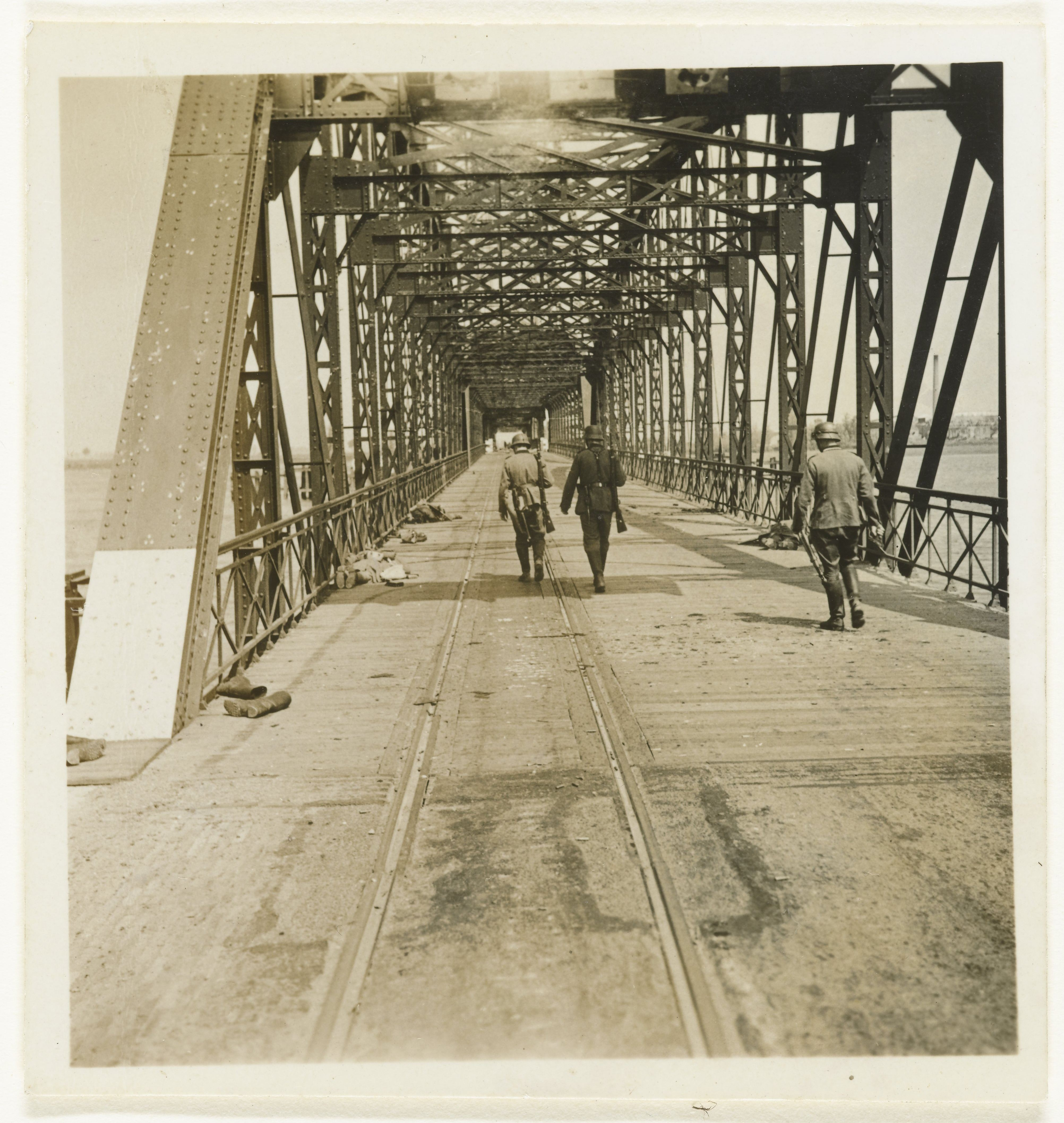
Deutsche Soldaten auf einer soeben eroberten Brücke in Rotterdam; links zwei niederländische Gefallene

### 14. Mai

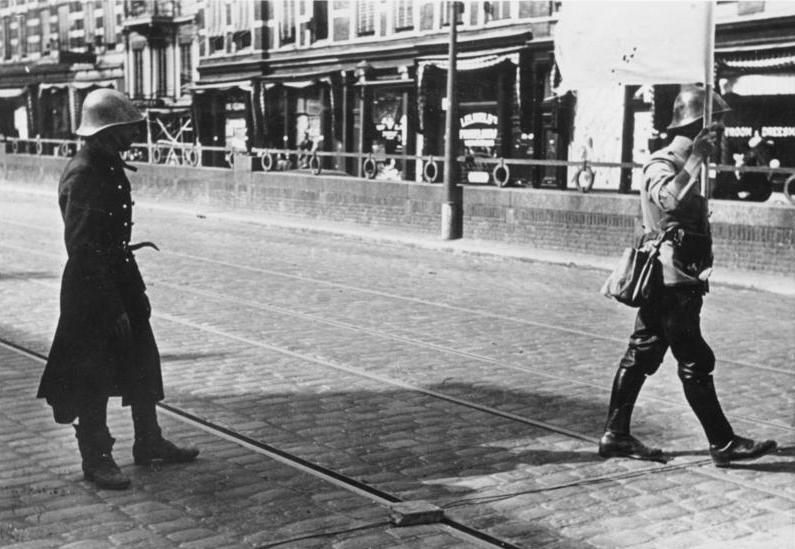
Niederländischer Unterhändler in dem von der Wehrmacht eroberten Teil Rotterdams am 14. Mai 1940

Am Morgen des 14. Mai bereitete General Schmidt eine kurze Notiz in Form eines Ultimatums vor, das dem niederländischen Kommandanten von Rotterdam übergeben werden sollte. Der Text des Ultimatums war in niederländischer Sprache verfasst. Drei deutsche Unterhändler trugen das Ultimatum zu den Maasbrücken. Die drei Männer hielten die Fahne des Waffenstillstandes hoch, wurden aber trotzdem von den Niederländern hart behandelt. Sie wurden entwaffnet und ihnen wurden die Augen verbunden. Die Männer wurden dann zum Gefechtsstand von Oberst Scharroo in der Stadt geführt.
Scharroo wurde der Brief ausgehändigt, in dem stand, dass die Deutschen Rotterdam zerstören würden, wenn der Widerstand nicht aufhöre. Scharroo informierte das Hauptquartier von General Winkelman und wurde kurz darauf mit Anweisungen versehen: Das Ultimatum sollte an den deutschen Befehlshaber zurückgeschickt werden mit der Antwort, dass nur ein ordnungsgemäß unterschriebenes Ultimatum, zusammen mit der Angabe des Namens und des Ranges des befehlshabenden Offiziers, von den Niederländern als legitimes Ultimatum akzeptiert werden würde.
Oberst Scharroo schickte seinen Adjutanten, Hauptmann J. D. Backer, mit der holländischen Antwort zu den Deutschen. In der Zwischenzeit hatte Göring, in seiner Funktion als Oberbefehlshaber der Luftwaffe, dem Kampfgeschwader 54 mit seinen 90 Heinkel-He-111-Bombern befohlen, von drei Stützpunkten in der Nähe von Bremen aus zu starten. Geschwaderkommandeur Oberst Walter Lackner führte ⅔ seines Geschwaders auf einen Kurs, der sie aus nordöstlicher Richtung auf das Ziel bringen sollte. Die anderen 27 Bomber wurden von Oberstleutnant Otto Höhne kommandiert und näherten sich Rotterdam von Süden her. Die geschätzte Ankunftszeit über dem Ziel war 13:20 Uhr niederländischer Zeit.

## Die Bombardierung

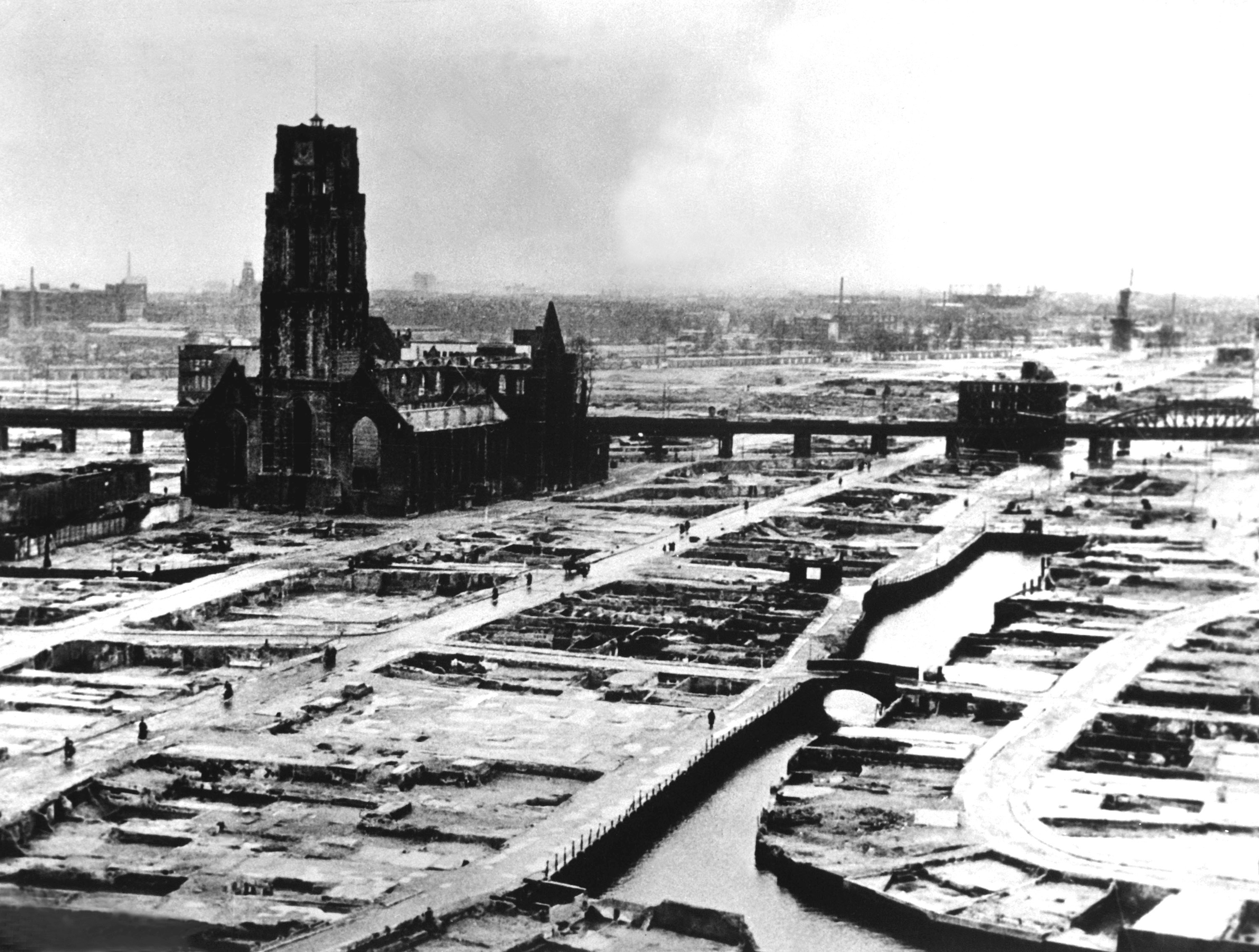
Stadtzentrum von Rotterdam nach der Bombardierung und anschließender Entrümmerung.

Die Deutschen akzeptierten die Antwort von Scharroo. General Schmidt ließ seinen Dolmetscher schnell ein neues Schreiben aufsetzen, das umfangreicher war als das erste und den Holländern eine Frist bis 16:20 Uhr setzte, um dem Ultimatum nachzukommen. Er unterschrieb das neue Ultimatum mit seinem Namen und Rang. Als Hauptmann Backer von Oberstleutnant von Choltitz zurück zu den Maasbrücken eskortiert wurde, tauchten von Süden her deutsche Bomber auf.
Panik ergriff die deutschen Soldaten auf dem Noordereiland, von denen die meisten nichts von den Vorgängen wussten, die sich zwischen den Spitzen der beiden Seiten abspielten. Sie befürchteten, von ihren eigenen Bombern angegriffen zu werden. Von Choltitz befahl, rote Leuchtraketen abzuschießen. Als die ersten drei Bomber über ihnen ihre Bomben abwarfen, waren die roten Leuchtraketen durch Rauch verdeckt. Die nächsten 24 Bomber der südlichen Formation schlossen ihre Bombenluken und drehten nach Westen ab.
Die andere, viel größere Formation kam aus dem Nordosten. Sie bestand aus 60 Bombern unter Oberst Lackner. Wegen des dichten Rauchs hatte die Formation den Befehl erhalten, die Flughöhe zu verringern, wodurch sich der Winkel zum Noordereiland im Süden drastisch verringerte. Es bestand keine Chance, dass die roten Leuchtraketen – wenn überhaupt gesehen – rechtzeitig vor dem Abwurf der Bomben entdeckt werden würden. Tatsächlich warf die gesamte Formation ihre Bomben über dem Stadtzentrum von Rotterdam ab. Eine Mischung aus 250-kg- und 50-kg-Bomben regnete über die wehrlose Stadt.
800 bis 900 Menschen wurden getötet, über 80.000 Menschen verloren ihr Zuhause und mehr als 25.000 Gebäude wurden zerstört.

## Niederländische Kapitulation

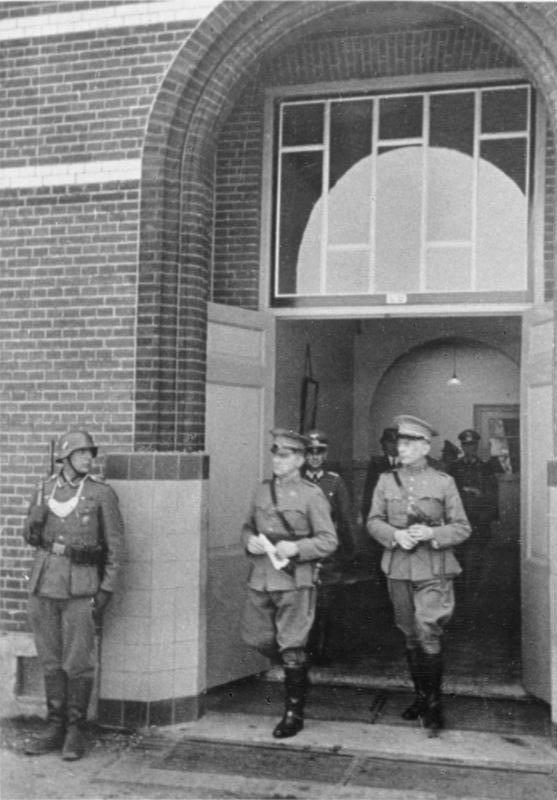
General Henri Winkelman nach der Unterzeichnung der Kapitulation am 15. Mai 1940

Die niederländischen Verteidigungsanlagen wurden durch die Bombardierung kaum getroffen und blieben im Wesentlichen unversehrt. Allerdings bedrohten die Brände bald einige der Stellungen. Die Truppen begannen, sich zurückzuziehen. In der Zwischenzeit musste Oberst Scharroo – inzwischen völlig isoliert von Den Haag, da alle Kommunikationslinien zerstört worden waren – über das Schicksal der Verteidigung von Rotterdam entscheiden. Der Bürgermeister und seine Stadträte bestanden darauf, dass die Stadt kapitulieren müsse. Scharroo war klar, dass seine Entscheidung nicht nur über das Schicksal von Rotterdam, sondern möglicherweise über das des ganzen Landes entscheiden würde. Nach einer kurzen Bedenkzeit traf er die Entscheidung zur Kapitulation, die General Winkelman durch seinen direkten Vertreter, Oberstleutnant Wilson, genehmigte.
Der Oberst selbst ging in Begleitung seines Adjutanten und eines Hauptfeldwebels zu den Brücken, um die Kapitulation der Stadt zu überbringen. Auf der Brücke traf er General Schmidt und äußerte seinen Unmut über den Wortbruch eines hohen Offiziers der deutschen Wehrmacht. General Schmidt – selbst überrascht von der Aktion der Luftwaffe – konnte nichts anderes tun, als seine Wertschätzung auszudrücken. Er antwortete: „Herr Oberst, ich verstehe, wenn Sie verbittert sind“.
Gegen 18:00 Uhr begannen die ersten deutschen Truppen, sich durch die brennende Stadt vorzuarbeiten. Die niederländischen Truppen in Rotterdam leisteten keinen Widerstand mehr. Sie legten ihre Waffen nieder, wie von ihrem Kommandanten befohlen. Am Abend erreichten die Deutschen Overschie, wo ein kurzes Scharmützel mit einer lokalen holländischen Truppe, die von dem Waffenstillstand nichts wusste, stattfand.

## Weblink
- War over Holland